# Bukanakere, Krishnarajpet
Bukanakere là một làng thuộc tehsil Krishnarajpet, huyện Mandya, bang Karnataka, Ấn Độ.